# 1994年苏门答腊岛地震
1994年苏门答腊岛地震，是发生在1994年2月16日00时08分（当地时间），位于印尼苏门答腊岛南部楠榜省的7.2级地震。苏门答腊大部分地区、爪哇岛西部以及新加坡，都有明显的震感。地震造成至少207人死亡，2000多人受伤，楠榜省出现了多处山体滑坡和泥石流等次生灾害。此外，强震还导致16万栋建筑受到地震或山体滑坡的破坏，并导致震中附近的苏沃火山出现了短暂的活动。

## 反应
马来西亚首相马哈迪·莫哈末就地震灾害向印尼独裁总统苏哈托以及印尼人民表示哀悼。